# Paweł Musiałek
Paweł Musiałek (ur. 1987) – polski politolog, doktor nauk humanistycznych, działacz społeczny, analityk, komentator polityczny, od 2023 r. prezes Klubu Jagiellońskiego.

## Życiorys
Z Klubem Jagiellońskim związany od 2009 r. Przed 2018 r. ekspert think tanku Centrum Analiz Klubu Jagiellońskiego ds. energetyki i polityki zagranicznej. W latach 2018-2022 pełnił funkcję dyrektora CAKJ, koordynując projekty badawcze i zarządzając zespołem ekspertów. Współautor wielu raportów CAKJ, w tym m.in. serii wydawniczej CAKJ Rząd pod lupą. Ranking polityk publicznych.
W 2025 r. w Instytucie Studiów Politycznych Polskiej Akademii Nauk obronił pracę doktorską w dziedzinie nauki społeczne, dyscyplina: nauki o polityce i administracji, pt. „W poszukiwaniu polskiej racji stanu. Spór o polską politykę zagraniczną w debacie parlamentarnej w latach 2004-2014”. Promotorem był prof. Antoni Dudek. Absolwent politologii i stosunków międzynarodowych na Uniwersytecie Jagiellońskim, gdzie ukończył także Interdyscyplinarne Studia Doktoranckie „Społeczeństwo-Technologie-Środowisko”.
Autor publikacji naukowych i analitycznych, głównie z zakresu polityki energetycznej i zagranicznej. Publikuje regularnie na portalu klubjagiellonski.pl, w formie wideo na kanale YouTube Klubu Jagiellońskiego oraz okazjonalnie w innych mediach.
Były członek Rady Programowej Open Eyes Economic Summit oraz Rady Interesariuszy przy Instytucie Politologii, Socjologii i Filozofii Uniwersytetu Ekonomicznego w Krakowie. Prowadził zajęcia dydaktyczne na Uniwersytecie Jagiellońskim, UEK, Uniwersytecie Papieskim Jana Pawła II w Krakowie oraz w Krajowej Szkole Administracji Publicznej w Warszawie. Odbył staż w Parlamencie Europejskim i brał udział w organizowanym przez Departament Stanu USA International Visitors Leadership Program: „U.S. Foreign Policy – Global Challenges II”. Był także analitykiem w Centrum Analiz Energetycznych WSE i think tanku Polityka i Dyplomacja.
Publikował m.in. w „Dzienniku Gazecie Prawnej”, „Rzeczpospolitej”, „Tygodniku Powszechnym”, „Nowej Konfederacji”, „Nowej Europie Wschodniej”.
Żonaty z Iwoną, ojciec Ignacego i Piotra. Mieszka w Warszawie.